# Ballistik

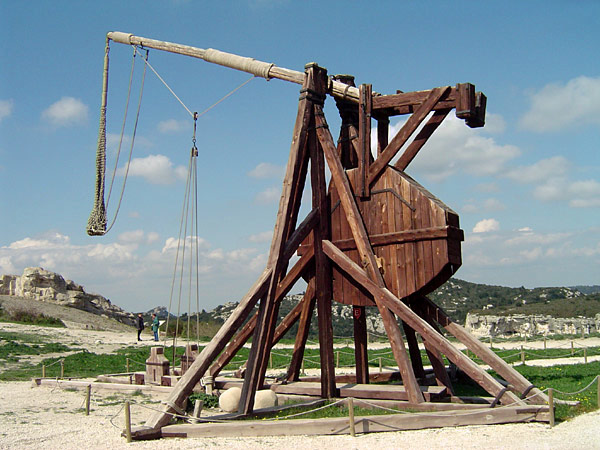
Motviktsslunga (trébuchet) är ett gammalt vapen, där man har tvingats räkna ut hur projektilen skjuts iväg.

Ballistik (grekiska ba'llein, "kasta") är  läran om kastade kroppars eller med skjutvapen avfyrade projektilers rörelse i lufthavet. Beträffande eldvapen innefattar ballistik även läran om projektilers rörelse inom vapnet.

## Historia
Den förste som studerade projektilers rörelse lär ha varit Tartaglia, som under 1500-talet kom fram till att den största teoretiska skottvidden erhålls om avfyrningsvinkeln är ca. 45°. Om man räknar med luftmotstånd får man dock den längsta praktiska skottvidden runt 43--44°. Galileo Galilei visade 1638 att om projektilen rör sig i ett lufttomt rum och endast påverkas av tyngdkraften, kommer rörelsen att följa en parabelbana, en så kallad ideal kastparabel. Om ingen gravitation verkade på projektilen skulle denna kurva vara en rät linje. Men luftmotståndet påverkar banrörelsen, och ju högre hastighet och ju större luftmotstånd desto mer avviker banan från den ideala ballistiska kurvan. Även andra vetenskapsmän såsom Euler, Poisson, Piobert och Didion har sysselsatt sig med ballistikens teori. (Se kulbana för mer historik).
Eftersom man inte lyckats finna någon allmän lag om luftens motstånd har beräkningarna varit svåra att utföra. Men med dagens datorer kan de emellertid utföras snabbt och noggrant.

## Eldvapenballistik
För eldvapen av olika slag brukar man dela in projektilens rörelser i fyra områden. 
- Innerballistik: Omfattar hur gastrycket och projektilhastigheten varierar i pipan.
- Mellan- eller övergångsballistik: Hur projektilen påverkas i det ögonblick den lämnar mynningen och möter atmosfären.
- Ytterballistik: Avser projektilens rörelse sedan den lämnat pipan.
- Slutballistik (kallas även Terminalballistik): Hur projektilen samverkar med målet vid träff i olika material.

För innerballistiken är problemet att bestämma den utgångshastighet projektilen får vid olika krut- eller gasladdningar och hur denna påverkas av andra förhållanden som till exempel loppets räffling. Även rekylfenomen hör till denna gren av ballistiken. Övergångsballistiken försöker bestämma hur krutgaserna påverkar projektilens hastighet och stabilitet när den lämnar mynningen. Ytterballistiken försöker bestämma projektilens nedslagspunkt med kännedom om projektilens utgångshastighet, riktning, form och rotation, samt luftmotståndet och andra atmosfäriska inflytelser (vind, temperatur, lufttryck, nederbörd med mera).